# Pyráthi
Pyráthi, en grec moderne : Πυράθι, est un village du dème d'Archánes-Asteroússia, dans le district régional de Héraklion, de la Crète, en Grèce. Selon le recensement de 2001, la population de Pyráthi compte 174 habitants.
Le village est situé à une altitude de 320 mètres et à une distance de 3,5 km de Teféli.